# Distretto di Żagań
Il distretto di Żagań (in polacco powiat żagański) è un distretto polacco appartenente al voivodato di Lubusz.

## Geografia antropica

### Suddivisioni amministrative
Il distretto comprende 9 comuni.
- Comuni urbani: Gozdnica, Żagań
- Comuni urbano-rurali: Iłowa, Małomice, Szprotawa
- Comuni rurali: Brzeźnica, Niegosławice, Wymiarki, Żagań